# Herman Lucas
Herman Leonard Lucas (Hengelo, 19 november 1921 - Waalsdorpervlakte, 21 maart 1942) was een Nederlands verzetsstrijder.
Herman Lucas was de zoon van de Naaldwijkse gemeentearchitect Johannes Cornelis Lucas en had een druk bestaan. Zijn moeder was opgenomen in een inrichting, dus Herman kon min of meer doen en laten wat hij wilde. In 1939 had Herman een DKW motorfiets, waarmee hij van Naaldwijk naar Den Haag reed om daar naar de MULO te gaan. 
Toen hij in Rijswijk een lekke band kreeg, ontmoette hij Theo Trompert, een jonge rijwielhandelaar. Het bleek dat beiden zweefvliegles hadden op vliegveld Ypenburg. Herman had al voor de oorlog zijn A-brevet gehaald. Lucas, Trompert en diens vriend Cor Nijman wilden samen naar Engeland gaan. In een loods bij de Geestbrugweg in Rijswijk vonden ze een boot op een aanhangwagen. Die namen ze mee. Bij de Naaldwijkse brandweer haalden ze wat benzine. 
Toen ze begin maart 1941, op de avond van vertrek, richting Hoek van Holland reden, kwamen ze twee keer Duitsers tegen. Ze besloten naar huis terug te keren en daarna ging Lucas in het verzet. Hij hield zich bezig met het saboteren van rails en wissels. Ook stichtte hij samen met Trompert enkele branden. 
In mei 1941 werd er een beloning van 250 gulden uitgeloofd voor de aanwijzing die zou leiden tot de aanhouding van de stichter van de branden. Hij werd in 1942 na verraad gearresteerd, waarna hij op 21 maart 1942 op de Waalsdorpervlakte werd gefusilleerd. 
Zijn lichaam werd nooit teruggevonden, maar op het Ereveld Loenen liggen 28 niet-geïdentificeerde lichamen die van de Waalsdorpervlakte afkomstig zijn.